# Eyerlohe
Eyerlohe (fränkisch: Aiala) ist ein Gemeindeteil der Gemeinde Aurach im Landkreis Ansbach (Mittelfranken, Bayern). Eyerlohe liegt in der Gemarkung Büchelberg.

## Geografie
Das Dorf liegt an dem Großen Aurachbach, ein rechter Zufluss der Altmühl. Südöstlich des Ortes liegt die Herbstwiesen, südwestlich das Hartfeld, im Osten das Kreuzfeld. 0,5 km westlich liegt das Steinleinfeld, 0,5 km nördlich das Mönchsholz.
Eine Gemeindeverbindungsstraße führt nach Aurach zur Staatsstraße 1066 (2 km südlich), eine weitere führt über Görchsheim zur Staatsstraße 2249 (1,7 km nördlich) bzw. die St 1066 bei Neunstetten kreuzend nach Hilsbach (4 km südöstlich).

## Geschichte
Der Ort wurde 1327 als „Urauwelin“ erstmals urkundlich erwähnt. Der Ortsname bedeutet Siedlung zu der kleinen Aurach. Der Flussname selbst leitet sich von Auerochsen ab, die offenbar an diesem Bach zur Tränke gegangen sind. Bis zur Mitte des 17. Jahrhunderts erhielt der Ort zur Unterscheidung von der in der Nähe gelegenen älteren Siedlung Aurach zuweilen die Vorsilbe „Klein-“. Erst seit 1732 ist die Form „Eyerlohe“ bezeugt, die durch Verschleifung in der Aussprache entstanden ist.
Im 16-Punkte-Bericht des brandenburg-ansbachischen Amts Leutershausen aus dem Jahr 1681 sind für Eyerlohe 12 Mannschaften verzeichnet, von denen 10 Mannschaften den Herren von Eyb unterstanden, 1 Mannschaft dem eichstättischen Kastenamt Herrieden und 1 Mannschaft einem Johann Gottfried Schwartz aus Fürth. Außerdem gab es ein Gemeindehirtenhaus. Das Hochgericht übte das Amt Leutershausen aus.
Gegen Ende des 18. Jahrhunderts gab es in Eyerlohe 14 Anwesen. Das Hochgericht übte das Rittergut Eyerlohe der Herren von Eyb im begrenzten Umfang aus. Es hatte ggf. an das Stadtvogteiamt Leutershausen auszuliefern. Die Dorf- und Gemeindeherrschaft hatte das Rittergut Eyerlohe. Grundherren waren das Rittergut Eyerlohe (2 Halbhöfe, 7 Güter), das Fürstentum Ansbach (Hofkastenamt Ansbach: 3 Halbhöfe; Ansbacher Rat: 1 Halbhof) und das Kastenamt Herrieden (1 Köblergut. Neben den Anwesen gab es noch das Schlösslein als herrschaftliches Gebäude und das Hirtenhaus und Brechhaus als kommunale Gebäude. Das Rittergut Eyerlohe gehörte zum Ritterkanton Altmühl. Es hatte die Grundherrschaft über insgesamt 25 Anwesen, die sich in folgenden Orten verteilten (in Klammern ist die Zahl der Anwesen angegeben): Auerbach (10), Deßmannsdorf (1), Eyerlohe (9), Schalkhausen (1), Wicklesgreuth (4). Auch nach der Säkularisation (1803) hatte das Rittergut Eyerlohe über seine Anwesen bis 1836 das Patrimonialgericht inne. Von 1797 bis 1808 unterstand der Ort dem Justizamt Leutershausen und Kammeramt Colmberg.
Der Ort gehörte gemäß einer Auflistung von 1830 zu einem „die Brünst“ oder „die Brunst“ genannten, seit dem Mittelalter stellenweise gerodeten umfangreichen Waldgebiet zwischen Leutershausen und Kloster Sulz mit dem Hauptort Brunst. Die Brünst war für ihre gute Rinderviehzucht bekannt; ihre 22 Dörfer galten als reich.
Im Rahmen des Gemeindeedikts wurde Eyerlohe dem 1808 gebildeten Steuerdistrikt Büchelberg zugeordnet. Es gehörte auch der 1810 gegründeten Ruralgemeinde Büchelberg an. Am 1. Juli 1972 wurde Eyerlohe im Zuge der Gebietsreform in Bayern nach Aurach eingemeindet.

### Baudenkmäler
- Kapelle (römisch-katholisch), bezeichnet 1747, erneuert und erweitert 1952. Kleiner verputzter Kapellenbau mit toskanischen Pilastern als Fassadengliederung. Für den Altar wurden 1952 Teile eines Rokoko-Altars aus der katholischen Pfarrkirche in Aurach wiederverwendet.[16]
- Ehemaliges Sommerschlösschen der Freiherren von Eyb (Haus Nr. 16). Eingeschossiger Bau des 18. Jahrhunderts (1756?) mit Mansarddach und Putzfeldergliederung (heute im Fränkischen Freilandmuseum Bad Windsheim zu sehen).[16]
- Modernes Feldkreuz mit Fußstein, bezeichnet 1708[16]

### Einwohnerentwicklung
| Jahr      | 001818 | 001840 | 001861 | 001871 | 001885 | 001900 | 001925 | 001950 | 001961 | 001970 | 001987 |
| Einwohner | 90     | 86     | 110    | 99     | 97     | 90     | 86     | 127    | 83     | 84     | 67     |
| Häuser    | 16     | 19     |        |        | 17     | 17     | 15     | 16     | 16     |        | 14     |
| Quelle    | [ 18 ] | [ 19 ] | [ 20 ] | [ 21 ] | [ 22 ] | [ 23 ] | [ 24 ] | [ 25 ] | [ 26 ] | [ 27 ] | [ 1 ]  |

## Religion
Der Ort ist römisch-katholisch geprägt und bis heute nach St. Peter und Paul (Aurach) gepfarrt. Die Einwohner evangelisch-lutherischer Konfession waren ursprünglich nach St. Peter (Leutershausen) gepfarrt, seit 1999 ist die Pfarrei St. Wenzeslaus (Weißenkirchberg) zuständig.